# Nyctalus plancyi
Nyctalus plancyi es una especie de murciélago de la familia Vespertilionidae.

## Distribución geográfica
Es endémica de China, se encuentra en las provincias de Anhui, Pekín, Fujian, Gansu, Cantón, Guangxi, Guizhou, Henan, Hubei, Hunan, Jiangsu, Jiangxi, Jilin, Liaoning, Shaanxi, Shandong, Sichuan, Yunnan, Guangdong, Hong Kong y Taiwán.